# Ailette
Die Ailette (deutsch Lette) ist ein Fluss in Frankreich, der im Département Aisne in der Region Hauts-de-France verläuft. Er entspringt im Gemeindegebiet von Sainte-Croix und entwässert generell in Richtung West bis Nordwest. Bei Monampteuil erreicht die Ailette den Canal de l’Oise à l’Aisne, dotiert diesen im Bassin von Monampteuil mit Wasser und verläuft danach in geringem Abstand nördlich des Kanals. Im Mündungsabschnitt schwenkt der Fluss nach Südwest, unterquert den Kanal und mündet nach insgesamt rund 59 Kilometern unterhalb von Manicamp als linker Nebenfluss in die Oise.

## Orte am Fluss
- Sainte-Croix
- Bouconville-Vauclair
- Neuville-sur-Ailette
- Monampteuil
- Anizy-le-Château
- Guny
- Manicamp